# Джефф Джонс
Джефф Джонс (англ. Geoff Johns; нар. 25 січня 1973 року) — американський письменник і сценарист коміксів, відомий своїми працями для видавництва DC Comics, креативним директором якого він є з січня 2010 року. Працював над коміксами про Супермена, Аквамена, Зеленого ліхтаря і Флеша, а також над епізодами телесеріалу «Таємниці Смолвіля», який розповідає про молоді роки життя Супермена. Джонс є співвласником Earth-2 Comics в Лос-Анджелесі разом із Карром Де'Енджело і Джадом Мейерсом, а також студії The Empath Magic Tree House разом з письменниками Джефом Лоебом і Аланом Хейнбергом.

## Ранні роки
Джонс народився в Детройті, штат Мічиган, син Барбари і Фреда Джонс. Виріс у передмістях Гросс Поінта і Кларкстона, відвідуючи Кларкстонську вищу школу. Він на половину має ліванське походження. Дитиною, Джон і його брати, вперше виявили комікси через стару коробку коміксів, яку вони знайшли на горищі бабусі. Там були копії Флеша, Супермена, Зеленого Ліхтаря і Бетмена з 1960-х і 1970-х років. Джонс згодом став постійним відвідувачем магазину коміксів у Траверс Сіті. Першими новими коміксами, які він купив були Криза на Бескінечній Землі #3 або 4 і Флеш #348 або 349, оскільки останній був його улюбленим персонажем. Джонс продовжував збирати комікси (його притягували DC Comics і Vertigo), і згодом малювати їх. Після випуску з Кларкстонської вищої школи в 1991році, він вивчав медіа-мистецтво, сценарій, фільмовиробництво і теорію фільму в Університеті штату Мічиган. Після закінчення Університету в 1995 році, він переїхав до Лос-Анджелесу, штату Каліфорнія.

## Кар'єра
Джонс переїхав до Лос-Анджелесу наприкінці 90-х в пошуках роботи в кіноіндустрії. Завдяки наполегливості, він добився посади помічника Річарда Доннера, який на той час працював над фільмами «Теорія заговору» і «Смертельна зброя 4». В той же час він почав свою кар'єру в комікс-індустрії, працюючи над коміксами Stars and S.T.R.I.P.E. і JSA (в співавторстві з Девідом Гойером) для видавництва DC Comics. Він покинув Річарда Доннера через 4 роки, після чого перейшов на постійну роботу в якості письменника.
Однією із його самих об'ємних письменницьких праць стала п'ятирічна робота над коміксами про Флеша, після чого він став одним із самих плодотворних і успішних сценаристів коміксів на сьогодні. Джонс працював, в тому числі над переосмисленням таких персонажів, як Зелений Ліхтар, Бетмен, Супермен, відповідальний за «повернення» Хела Джордана в склад Корпуса Зелених Ліхтарів в сюжеті «Зелений Ліхтар: Відродження», одним із авторів якого він є. Працював над створенням нових версій команд Юних Титанів і Спілки Справедливості Америки, що відобразилося в одноіменних серіях коміксів. Джонс приклав свою руку до створення Мультивсесвіту, працюючи над такими кросоверами як «Бескінечна Криза», а також кросовером-проривом «52» (в співавторстві з Грантом Моррісоном, Грегом Рука і Марком Вейдом), який вніс значні зміни у всесвіт DC. За свою працю, Джефф Джонс отримав премію Wizard Fan Award в 2002 році в номінації «Прорив року» і як кащий письменник в 2005, 2006, 2007 і 2008 роках. Джефф розробив Blade: The Series разом з Девідом Гойером, а також виступав автором сценарію в декількох епізодах телесеріалу «Таємниці Смолвіля» — «Рекрут», «Легіон» і «Абсолютна справедливість», і мультсеріалу «Робоцип», де працював в якості сценариста всього четвертого сезону. Він є головним сценаристом онлайн-ігри «DC Universe Online», яка розрахована на багатьох користувачів.
2010 року Джефф Джонс був призначений креативним директором видавництва DC Comics після приголомшливого успіху кросовера «Найтемніша ніч», який він написав разом з Пітером Томасі.
У травні 2016 Джефф Джонс і Джон Берг стали головами DC Films, підрозділу Warner Bros. Pictures. який відповідає за кіновсесвіт DC Comics. В липні цього ж року Warner Bros. підтвердили, що Джонс був призначений президентом DC Entertainment, зберігаючи при цьому свою посаду креативного редактора і залишаючись підзвітним Дайані Нельсон, яка залишається головним президентом DC Entertainment.

## Приватне життя
Джонс проживає в Studio City зі своєю дружиною Сонею Чої (Sonia Choi), яка є кольористом і інкером для DC Comics. Він уперше став батьком у 2016 році.
Часто з'являється на зустрічах з читачами, пресс-конференціях, також веде блоги в декількох соціальних мережах.
Його молодша сестра Кортні була в списку 230 пасажирів, які загинули в авіакатастрофі рейсу 800 компанії TWA 17 липня 1996 року. На ній оснований персонаж, створений Джонсом — супергероїня Кортні Вітмор.

## Нагороди
- 2002 Wizard Fan Award у номінації «Прорив року» (за Flash)
- 2005 Wizard Fan Award у номінації «Кращий письменник» (за Flash, Infinite Crisis, Зелений Ліхтар і Teen Titans)[18]
- 2006 Wizard Fan Award у номінації «Кращий письменник» (за Infinite Crisis)[19]
- 2008 Project Fanboy Award у номінації «Кращий письменник»[20]
- 2009 Project Fanboy Award у номінації «Кращий письменник»[20]
- 2009 Spike TV Scream Award у номінації «Кращий сценарист коміксів»[21]
- 2010 Spike TV Scream Award у номінації «Кращий письменник» (за Blackest Night, Brightest Day, Flash і Green Lantern)[22]

### DC Comics
| - Aquaman #1-25 (2011—2013) - Star Spangled Comics #1 (1999) - Пов'язані з серією Stars and S.T.R.I.P.E.: - Stars and S.T.R.I.P.E. #0-14 (1999—2000) - Impulse #61 (2000) - Sins of Youth: Starwoman and the JSA Jr. #1 (2000) - Young Justice: Sins of Youth Secret Files & Origins #1 (2000): шестисторінковий сюжет разом з Беном Раабом - Поєднані з серією Beast Boy: - Legends of the DC Universe 80-Page Giant #2 (1999): десятисторінковий сюжет разом з Беном Раабом - Beast Boy #1-4 (1999—2000) - The Titans Annual #1 (2000) - Titans Secret Files and Origins #2 (2000) - Day of Judgment #1-5 (1999) - Поєднані з серією Superman: - Superman: The Man of Steel #121 & #133 (2003) - Superman (vol. 2) #179-180, 184—187 & 189 (2002): Issues #179-180 разом з Джеффон Лоебом - Superman Secret Files and Origins 2004: Lead story co-writer. - Action Comics #837-840, 844—846, 850, 851, щорічники 10 і 11, 855—857, 858—873 - Superman (vol. 1) #650-653 (2006) - Superman: New Krypton Special #1 (2008) - Superman: Secret Origin #1-6 (2009—2010) - Adventure Comics #1-6 (2009—2010) - Поєднані з серією Flash: - The Flash (vol. 2) #164-225 (2000—2005) - The Flash #1/2 (2005) - The Flash: Iron Heights #1 (2001) - The Flash: Our Worlds at War #1 (2001) - The Flash Secret Files and Origins #3 (2001) - Final Crisis: Rogues' Revenge #1-3 (2008) - The Flash: Rebirth #1-6 (2009—2010) - The Flash (vol. 3) #1-12 (2010—2011) - Поєднані з серією Blackest Night: - Blackest Night #0-8 (2009—2010): основна серія із восьми випусків - Blackest Night: Flash #1-3 (2009—2010) - Blackest Night: Tales of the Corps #1-3 (2009) - Blackest Night: The Atom and Hawkman #46 (2010) - Brightest Day #0-24 (2010—2011) - Поєднані з серією JSA: - JSA #5-77, 81 (2000—2006) - Justice Society of America (vol. 3) #1-26 (2006—2009) - JSA: Our Worlds at War #1 (2001) - JLA/JSA: Virtue and Vice (2002): графічна новела в співавторстві з Девідом Ґоєром. - JSA: All Stars #1-8 (2003). - JSA Classified #1-4 (2005) - Hawkman (vol. 4) #1-6, 8-25 (2002—2004) - Hawkman Secret Files & Origins #1 (2002) | - Batman #606-607 (2002): в співавторстві з Едом Брубейкером - Поєднані з серією Teen Titans: - Teen Titans (vol. 3) #0, 1/2, 1-26, 29-45 (літо 2003 — весна 2007) - Teen Titans/Outsiders Secret Files and Origins 2003 - Teen Titans/Legion Special #1 (2004): - Teen Titans Annual #1 (2006) - Поєднані з серією Green Lantern: - Green Lantern: Rebirth #1-6 (2004—2005) - Green Lantern Secret Files and Origins 2005 - Green Lantern (vol. 4) #1-67 (2005—2011) - Green Lantern (vol. 5) #1-20 (2011—2013) - Green Lantern Corps: Recharge (2005—2006) - Final Crisis: Rage of the Red Lanterns #1 (2008) - JLA #115-119 (2005) - Justice League #1- (2011-) - Поєднані з серією Infinite Crisis (2005—2007): - Countdown to Infinite Crisis #1 (2005) - Infinite Crisis #1-7 (2005—2006) - 52 #1-52 (2006—2007) - Booster Gold #1-10,#0,#1,000,000 (2007—2008) - Final Crisis: Legion of Three Worlds #1-5 (2008—2009) - Короткі розповіді, сюжети та інші (2000—2006): - Silver Age: Showcase featuring the 7 soldiers of Victory (2000 one-shot) - Superman/Batman Secret Files & Origins 2003 - Batman: Gotham Knights #49 (2004 Eight-page story) - DC Comics Presents: Batman (2004; Eleven-page story) - Superman/Batman #26 (2006) - The Avengers vol. 3, #57-76 (2002—2004) - Morlocks #1-4 (2002) - The Thing: Freakshow #1-4 (2002) - Ultimate X-Men #1/2 - Vision #1-4 (2002) - «Red Light»; 8-page story in Metal Hurlant #2 (Humanoids Publishing, 2002) - B.P.R.D.: Night Train (Dark Horse Comics, 2003) - Eye of the Storm #1 (Wildstorm, 2003) - Noble Causes: Extended Family (Image, 2003): Сюжет «Tempter, Temper» - The Possessed #1-6 (Wildstorm/Cliffhanger, 2003) - Witchblade #67 (Image/Top Cow, 2003) - Tomb Raider: Scarface's Treasure (Dynamic Forces/Top Cow, 2003) - Tom Strong #25 (Wildstorm/ABC, 2004) - Olympus (Les Humanoides Associés, Франція, 2005) - Ekos Preview - Aspen #1-3 - Aspen The Extended Edition |

## Переклади українською
- Джефф Джонс. Ліга справедливості. Книга 1: Початок. Ілюстрації Джима Лі й Скотта Вілльямса. Переклад Родіон Буренін. К.: Рідна мова, 2017. 192 стор. ISBN 978-966-917-177-1
- Джефф Джонс. Ліга Справедливості. Книга 2: Шлях злочинця. Ілюстрації Джима Лі й Скотта Вілльямса. Переклад з англ. Марії Шагурі. К.: Рідна мова, 2017. 168 ст. ISBN 978-966-917-180-1
- Джефф Джонс. Ліга Справедливості. Книга 3: Трон Атлантиди. Ілюстрації Айвана Рейса, Пола Пеллетьє, Тоні С. Деніела. Переклад з англійської Марії Шагурі. К.: Рідна мова, 2019. 168 ст. ISBN 978-966-917-261-7
- Джефф Джонс. Ліга Справедливості. Книга 4: Війна Трійці. Ілюстрації Рея Фокса, Айвана Рейса, Джеффа Леміра, Даґа Манке, Мікеля Ханіна. Переклад з англ. Марії Шагурі. К.: Рідна мова, 2019. 320 стор. ISBN 978-966-917-373-7
- Джефф Джонс. Аквамен. Книга 1: Западина. Серія: комікси DC та Vertigo. Ілюстрації Айвана Рейса й Джо Прадо. Пер. з англійської Яніни Лимар. К.: Рідна мова, 2018. 144 стор. ISBN 978-966-917-262-4
- Джефф Джонс. Аквамен. Книга 2: Інші. Серія: комікси DC та Vertigo. Ілюстрації Айвана Рейса й Джо Прадо. Переклад з англ. Марини Дубини. К.: Рідна мова, 2019. 160 стор. ISBN 978-966-917-362-1
- Джефф Джонс. Шазам! Художник: Ґері Френк. Переклад з англ. Марини Дубини. К.: Рідна мова, 2019. 192 стор. ISBN 978-966-917-356-0
- Джефф Джонс. Всесвіт DC. Відродження. Серія: комікси DC та Vertigo. Ілюстрації Ґері Френка й Айвана Рейса. Переклад з англ. Катерини й Анатолія Пітикі. К.: Рідна мова, 2019. 96 стор. ISBN 978-966-917-380-5

## Фільмографія
Сценарист:
- «Бетмен» (фільм, 2020)
- «Корпус зелених ліхтарів» (фільм, 2020)
- «Шазам» (фільм, 2019)
- «Диво-жінка» (фільм, 2017)
- «Флеш» (2014)
- «Стріла» (2012—2013) — 4 епізоди
- «Таємниці Смолвіля» (2001—2011) — епізоди «Легіон», «Абсолютна справедливість», «Бустер»
- «Зелений Ліхтар: Смарагдові лицарі» (анімаційний фільм, 2011)
- «Métal hurlant» (телесеріал, 2010) — епізод «Red Light»
- «Робоцип: Зоряні війни епізод III» (анімаційний фільм, 2010)
- «Titan Maximum» (телесеріал, 2009) — всі 9 епізодів
- «Робоцип» (мультсеріал, 2005—2011) — 5 епізодів
- «Блейд» (телесеріал, 2006) — 4 епізоди
- «Ліга Справедливості» (мультсеріал, 2001—2006) — епізод «Ancient History»
- «Аквамен» (фільм, 2018)
- «Диво-жінка 1984» (фільм, 2019)

Продюсер:
- «Блейд» (телесеріал, 2006) — 12 епізодів
- «Titan Maximum» (телесеріал, 2009) — усі 9 епізодів
- «Зелений Ліхтар» (2011)
- The CW:
  - «Стріла» (телесеріал, 2012)
  - «Флеш» (телесеріал, 2014)
- Warner Bros. / Світи DC
  - «Бетмен проти Супермена: На зорі справедливості» (фільм, 2016)
  - «Загін самогубців» (фільм, 2016)
  - «Диво-жінка» (фільм, 2017)
  - «Ліга Справедливості» (фільм, 2017)
  - «Аквамен» (фільм, 2018)
  - «Диво-жінка 1984» (фільм, 2019)
- DC Universe:
  - «Титани» (телесеріал, 2018)
  - «Дум Патруль» (телесеріал, 2019)
  - «Старґьорл» (телесеріал, 2019)

Актор:
- «Таємниці Смолвіля» (2001—2011) — співробітник Daily Planet, епізод «Абсолютна справедливість»

Асистент режисера:
- «Теорія заговору» (фільм, 1997)
- «Double Tap» (фільм, 1997)
- «Смертельна зброя 4» (фільм, 1998)